# Sommer-Paralympics 2008/Boccia
Bei den Sommer-Paralympics 2008 in Peking wurden in insgesamt sieben Wettbewerben im Boccia Medaillen vergeben. Die Entscheidungen fielen zwischen dem 9. September und dem 12. September 2008 im Olympic Green Messezentrum.

## Klassen
Im Boccia durften bei den Paralympics Athleten mit einer Infantilen Zerebralparese oder anderen größeren Körperbehinderungen an den Start gehen. Die Klassifikation geht von BC1 bis BC4.

## Ergebnisse
Es nahmen insgesamt 88 Athleten an den paralympischen Bocciawettkämpfen teil. Männer und Frauen starteten gemischt im Team (zwei Entscheidungen), im Doppel (1) und im Einzel (4). Die Einzelentscheidungen fanden am ersten Wettkampftag, dem 9. September statt, die Doppel- und Mannschaftswettkämpfe am zweiten, dem 12. September.

### Einzel BC1
Zunächst wurde in vier Gruppen mit jeweils vier Spielern gespielt. Die Gruppensieger sowie die Zweitplatzierten qualifizierten sich anschließend für das Viertelfinale, wo es dann im K.-o.-System weiterging.
| Platz | Land                | Sportler                 |
| ----- | ------------------- | ------------------------ |
| 1     | Portugal            | João Paulo Fernandes     |
| 2     | Portugal            | Antonio Marques          |
| 3     | Irland              | Gabriel Shelly           |
| 4     | Volksrepublik China | Wang Yi                  |
| 5     | Spanien             | Francisco Javier Beltran |
| 5     | Irland              | Padraic Moran            |
| 5     | Spanien             | José Vaquerizo           |
| 5     | Südkorea            | Park Jae-suk             |

Datum: 7. bis 9. September 2008
|  | Viertelfinale            | Viertelfinale        |                 |                      | Halbfinale       | Halbfinale |  |  | Finale | Finale |
|  |                          |                      |                 |                      |                  |            |  |  |        |        |
|  |                          |                      |                 |                      |                  |            |  |  |        |        |
|  | Francisco Javier Beltran | 3                    |                 |                      |                  |            |  |  |        |        |
|  | Francisco Javier Beltran | 3                    |                 |                      |                  |            |  |  |        |        |
|  | Antonio Marques          | 4                    |                 |                      |                  |            |  |  |        |        |
|  | Antonio Marques          | 4                    | Antonio Marques | 4                    |                  |            |  |  |        |        |
|  |                          |                      | Antonio Marques | 4                    |                  |            |  |  |        |        |
|  |                          | Gabriel Shelly       | 1               |                      |                  |            |  |  |        |        |
|  | Gabriel Shelly           | Gabriel Shelly       | 1               | 8                    |                  |            |  |  |        |        |
|  | Gabriel Shelly           |                      |                 | 8                    |                  |            |  |  |        |        |
|  | José Vaquerizo           | 2                    |                 |                      |                  |            |  |  |        |        |
|  |                          |                      | Antonio Marques | 1                    |                  |            |  |  |        |        |
|  |                          |                      |                 | João Paulo Fernandes | 8                |            |  |  |        |        |
|  | Padraic Moran            | 5                    |                 |                      |                  |            |  |  |        |        |
|  | Wang Yi                  | 6                    |                 |                      |                  |            |  |  |        |        |
|  | Wang Yi                  | 6                    | Wang Yi         | 4                    |                  |            |  |  |        |        |
|  |                          |                      | Wang Yi         | 4                    | Spiel um Platz 3 |            |  |  |        |        |
|  |                          | João Paulo Fernandes | 5               |                      |                  |            |  |  |        |        |
|  | João Paulo Fernandes     | João Paulo Fernandes | 5               | 3                    | Gabriel Shelly   | 6          |  |  |        |        |
|  | João Paulo Fernandes     |                      |                 | 3                    | Gabriel Shelly   | 6          |  |  |        |        |
|  | Park Jae-suk             | 2                    |                 | Wang Yi              | 2                |            |  |  |        |        |
|  | Park Jae-suk             | 2                    |                 |                      | 2                |            |  |  |        |        |
|  |                          |                      |                 |                      |                  |            |  |  |        |        |

### Einzel BC2
Zunächst wurde in sieben Gruppen mit jeweils vier Spielern gespielt. Die Gruppensieger sowie der beste Zweitplatzierte qualifizierten sich anschließend für das Viertelfinale, ab wo es dann im K.-o.-System weiterging.
| Platz | Land                   | Sportler            |
| ----- | ---------------------- | ------------------- |
| 1     | Hongkong               | Hoi Ying Karen Kwok |
| 2     | Vereinigtes Königreich | Nigel Murray        |
| 3     | Spanien                | Manuel Angel Martin |
| 4     | Argentinien            | Pablo Cortez        |
| 5     | Portugal               | Cristina Goncalves  |
| 5     | Japan                  | Keizo Uchida        |
| 5     | Portugal               | Fernando Ferreira   |
| 5     | Spanien                | Pedro Cordero       |

Datum: 7. bis 9. September 2008

### Einzel BC3
Zunächst wurde in sieben Gruppen mit jeweils vier Spielern gespielt. Die Gruppensieger sowie der beste Zweitplatzierte qualifizierten sich anschließend für das Viertelfinale, ab wo es dann im K.-o.-System weiterging.
| Platz | Land         | Sportler                |
| ----- | ------------ | ----------------------- |
| 1     | Südkorea     | Keon-Woo Park           |
| 2     | Griechenland | Grigorios Polychronidis |
| 3     | Südkorea     | Ho-Won Yeong            |
| 4     | Portugal     | Mario Peixoto           |
| 5     | Kanada       | Paul Gauthier           |
| 5     | Spanien      | Santiago Pesquera       |
| 5     | Portugal     | Armando Costa           |
| 5     | Südkorea     | Bo-Mee Shin             |

Datum: 7. bis 9. September 2008

### Einzel BC4
Zunächst wurde in vier Gruppen mit jeweils vier Spielern gespielt. Die Gruppensieger sowie die Zweitplatzierten qualifizierten sich anschließend für das Viertelfinale, ab wo es dann im K.-o.-System weiterging.
| Platz | Land                | Sportler           |
| ----- | ------------------- | ------------------ |
| 1     | Brasilien           | Dirceu Pinto       |
| 2     | Hongkong            | Yuk Wing Leung     |
| 3     | Brasilien           | Eliseu Santos      |
| 4     | Spanien             | José Maria Dueso   |
| 5     | Volksrepublik China | Ni Suili           |
| 5     | Hongkong            | Wai Yan Vivian Lau |
| 5     | Portugal            | Fernando Pereira   |
| 5     | Volksrepublik China | Qi Cuifang         |

Datum: 7. bis 9. September 2008

### Team BC3
Zunächst wurde in zwei Gruppen mit jeweils vier Teams gespielt. Die Gruppensieger sowie die Zweitplatzierten qualifizierten sich anschließend für das Halbfinale, welches wie das Finale im K.-o.-System durchgeführt wurde.
| Platz | Land                | Team                                                        |
| ----- | ------------------- | ----------------------------------------------------------- |
| 1     | Südkorea            | Ho-Won Jeong Keon-Woo Park Bo-Mee Shin                      |
| 2     | Spanien             | José Manuel Rodriguez Santiago Pesquera Yolanda Martin      |
| 3     | Portugal            | Eunice Raimundo Armando Costa Mario Peixoto                 |
| 4     | Thailand            | Akarapol Punsnit Tanimpat Visaratanunta Vilasinee Sukkarath |
| 5     | Kanada              | Paul Gauthier Alison Kabush Monica Martino                  |
| 5     | Griechenland        | Grigorios Polychronidis Maria Stavropoulou Dimitrios Michos |
| 5     | Volksrepublik China | Zhu Heqiao Zhu Jianhui Shen Cong                            |
| 5     | Neuseeland          | Henk Dijkstra Greig Jackson Mandy Slade                     |

Datum: 10. bis 12. September 2008

### Doppel BC4
Zunächst wurde in zwei Gruppen mit jeweils vier Teams gespielt. Die Gruppensieger sowie die Zweitplatzierten qualifizierten sich anschließend für das Halbfinale, welches wie das Finale im K.-o.-System durchgeführt wurde.
| Platz | Land                | Team                                         |
| ----- | ------------------- | -------------------------------------------- |
| 1     | Brasilien           | Dirceu Pinto Eliseu Santos                   |
| 2     | Portugal            | Bruno Valentim Fernando Pereira              |
| 3     | Tschechien          | Radek Prochazka Ladislav Kratina             |
| 4     | Spanien             | Maria Desamparados Baixauli José Maria Dueso |
| 5     | Volksrepublik China | Qi Cuifang Ni Suili                          |
| 5     | Hongkong            | Wai Yan Vivian Lau Leung Yuk                 |
| 5     | Ungarn              | Dezso Beres Jozsef Gyurkota                  |
| 5     | Slowakei            | Robert Durkovic Martin Streharsky            |

Datum: 10. bis 12. September 2008

### Team BC1/BC2
Zunächst wurde in vier Gruppen mit jeweils drei Teams gespielt. Die Gruppensieger sowie die Zweitplatzierten qualifizierten sich anschließend für das Viertelfinale, dieses und die restlichen Spiele wurden im K.-o.-System durchgeführt.
| Platz | Land                   | Team                                                                      |
| ----- | ---------------------- | ------------------------------------------------------------------------- |
| 1     | Vereinigtes Königreich | Dan Bentley Nigel Murray Zoe Robinson David Smith                         |
| 2     | Portugal               | Cristina Goncalves Fernando Ferreira João Paulo Fernandes Antonio Marques |
| 3     | Spanien                | Francisco Javier Beltran José Vaquerizo Pedro Cordero Manuel Angel Martin |
| 4     | Volksrepublik China    | Zhang Qi Yan Zhiqiang Cao Fei Wang Yi                                     |
| 5     | Norwegen               | John Norsterud Elisabeth Wilhelmsen Roger Aandalen                        |
| 5     | Irland                 | Roberta Connolly Tom Leahy Padraic Moran Gabriel Shelly                   |
| 5     | Argentinien            | Pablo Cortez Mauricio Ibarbure Roberto Leglice Gabriela Villano           |
| 5     | Hongkong               | Hoi Ying Karen Kwok Mei Yee Leung John Loung Wing Hong Wong               |

Datum: 10. bis 12. September 2008

## Medaillenspiegel Boccia
| Medaillenspiegel Boccia | Medaillenspiegel Boccia | Medaillenspiegel Boccia | Medaillenspiegel Boccia | Medaillenspiegel Boccia | Medaillenspiegel Boccia |
| Platz                   | Land                    | G                       | S                       | B                       | Gesamt                  |
| ----------------------- | ----------------------- | ----------------------- | ----------------------- | ----------------------- | ----------------------- |
| 01                      | Brasilien               | 2                       | –                       | 1                       | 3                       |
| 01                      | Südkorea                | 2                       | –                       | 1                       | 3                       |
| 03                      | Portugal                | 1                       | 3                       | 1                       | 5                       |
| 04                      | Hongkong                | 1                       | 1                       | –                       | 2                       |
| 04                      | Vereinigtes Königreich  | 1                       | 1                       | –                       | 2                       |
| 06                      | Spanien                 | –                       | 1                       | 2                       | 3                       |
| 07                      | Griechenland            | –                       | 1                       | –                       | 1                       |
| 08                      | Irland                  | –                       | –                       | 1                       | 1                       |
| 08                      | Tschechien              | –                       | –                       | 1                       | 1                       |